# Schnecklings-Täubling
Der Schnecklings-Täubling (Russula camarophylla) ist ein selten gefundener Pilz aus der Gattung Russula (Täublinge). Er ist von allen anderen Arten der Gattung Russula durch die extrem entfernt stehenden, breiten, leicht herablaufenden Lamellen, den haselnussbraunen, felderig aufreißenden Hut und die sehr kleinen, schwach ornamentierten Sporen abgrenzbar.

## Merkmale
Der Hut des Schnecklingstäublings erreicht einen Durchmesser von 8 bis 12, selten bis 15 Zentimeter Durchmesser. Er ist dick und hart, im jungen Zustand konisch, später unregelmäßig gebogen. Die Huthaut ist matt und etwas glimmerig, der Rand ist nicht gerieft. Er ist zunächst gelblich (semmelfarben) und verfärbt sich im Alter orangebraun. Im Alter bekommt er braune Flecken, auch Fraß- und Druckstellen sind braun gefärbt. Die Lamellen sind elfenbeinweiß bis ocker, im Alter rötlich, außen zusätzlich mit zahlreichen relativ kurzen Zwischenlamellen. Sie sind unregelmäßig dick und für eine Täublingsart weit voneinander entfernt. Sie sind, ungewöhnlich für die Verwandtschaft, am Stiel angewachsen (adnat). Die Sporen sind weißlich. Das harte Fleisch des Fruchtkörpers ist weiß gefärbt. Der Geruch ist bei jungen Exemplaren unauffällig, später erinnert er an Brot, bei alten Exemplaren unangenehm an lange getragene Lederstiefel.

## Ökologie und Lebensweise
Der Schnecklings-Täubling geht eine Mykorrhizaverbindung mit verschiedenen Bäumen ein (Kiefer (Pinus), Buche (Fagus) und Edelkastanie (Castanea)). Er kommt vom Flachland bis in die subalpine Stufe vor.

## Verbreitung
Der Schnecklings-Täubling ist eine west-mediterrane, atlantische Art. Er wurde bis jetzt in Frankreich, Italien und der Schweiz gefunden, ein einzelner Fund liegt auch aus Spanien vor. Er gilt in seinem gesamten Verbreitungsgebiet als sehr selten.

## Verwendung
Zu seinem Speisewert ist nichts bekannt; der Geschmack wird als nussig bis sauer-adstringent beschrieben, doch sollte dieser interessante Pilz ob seiner Seltenheit geschont werden.

## Taxonomie und Systematik
Taxonomisch wird er in der Sektion Archaeinae der Untergattung Compactae geführt, in der er mit Russula archaeosuberis die camarophylla-Artengruppe bildet. Nach neueren Erkenntnissen gehört noch eine weitere, auf Neukaledonien gefundene Art, Russula pseudoaurantiophylla Buyck & V. Hofstetter, als nahe verwandt dazu. Es wird für Europa noch eine weitere, nah verwandte Art aus der Verwandtschaft des Schnecklings-Täublings angegeben: Russula archaeosuberis, die im Mittelmeerraum unter Korkeiche (Quercus suber) vorkommt und etwas kleinere Sporen haben soll. Die Sektion wird von neueren Autoren teilweise in einem neuen Subgenus Archaea geführt.
Das Epitheton "camarophylla" wurde in Anlehnung an die Pilzgattung Camarophyllus gewählt und stellt den ähnlichen Habitus der beiden dar; taxonomisch spiegeln sich diese Ähnlichkeiten jedoch nicht wider.